# Calomyrmex tropicus
Calomyrmex tropicus är en myrart som först beskrevs av Smith 1861.  Calomyrmex tropicus ingår i släktet Calomyrmex och familjen myror. Inga underarter finns listade.